# Quatuor à cordes no 9 de Dvořák
Pour les articles homonymes, voir Quatuor à cordes no 9.
Le Quatuor à cordes no 9 en ré mineur opus 34 B.75 est un quatuor d'Antonín Dvořák. Il a été composé le 18 décembre 1877. Il a probablement été commencé en juillet de cette année.

## Historique
L'œuvre a été composée quelques mois après la mort de deux des enfants de Dvořák, Ruzena (le 13 août 1877 à l'âge de 10 mois) et Otakar (le 8 septembre 1877,  à l'âge de 3 ans et demi). Le quatuor est dédié à Johannes Brahms: Dvořák avait remporté 3 fois en 4 ans (1874, 1876 et 1877) le prix de la bourse d'État autrichienne. Après ce troisième succès, Brahms, l'un des membres du comité chargé de l'attribution de cette bourse, a adressé Dvořák à son propre éditeur, Fritz Simrock.
Dvořák a révisé le quatuor en 1879. Herbert et Truffit suggèrent que la première exécution a pu être donnée par le Quartetto Heller, à Trieste, le 14 décembre 1881. Cependant, Šourek signale que la première représentation a eu lieu lors d'un concert de la section musicale de l'Umělecká beseda (groupe de discussion d'art) à Prague le 27 février 1882, par Ferdinand Lachner, Petr Mares, Vaclav Borecky et Alois Neruda.

## Analyse de l'œuvre
1. Allegro, en ré mineur, à
2. Alla Polka, Allegretto scherzando, en si bémol majeur/sol mineur, à 
 (avec un Trio, Quasi l'istesso tempo, en mi bémol majeur, à 
)
3. Adagio, en ré majeur, à
4. Poco allegro, en ré mineur, à

- Durée d'exécution: 29 minutes.